# Seneca (rivière de l'État de New York)
La Seneca est une rivière américaine d'une longueur de 99 km qui coule dans l'État de New York à travers la région de Finger Lakes. Elle est le principal affluent de l'Oswego. Elle draine un bassin de 8 980 km2. Une grande partie de la rivière a été canalisée pour faire partie du canal Érié.

## Source de la traduction
- (en) Cet article est partiellement ou en totalité issu de l’article de Wikipédia en anglais intitulé « Seneca River (New York) » (voir la liste des auteurs).